# Thecocoelurus

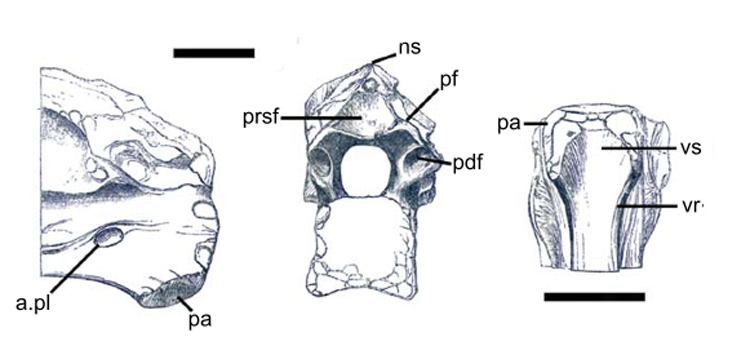
Het holotype in drie aanzichten

Thecocoelurus daviesi is een vleesetende dinosauriër, behorend tot de groep van de Tetanurae, die tijdens het vroege Krijt leefde in het gebied van het huidige Engeland.

## Vondst en naamgeving
In het midden van de negentiende eeuw verzamelde dominee William Darwin Fox op het eiland Wight vele fossielen. Na zijn dood werd de Fox Collection verworven door het British Museum of Natural History. Bij het onderzoeken daarvan stuitte William Davies op een wervel waarvan hij meende dat die nauw verwant kon zijn aan Coelurus. In 1888 benoemde Harry Govier Seeley het als een nieuwe soort van Thecospondylus: Thecospondylus Daviesi. De soortaanduiding eert Davies. In 1901 hernoemde Franz Nopcsa de soort alsnog tot Coelurus daviesi maar in 1923 meende Friedrich von Huene dat het een aparte geslachtsnaam moest hebben: Thecocoelurus. De naam is een samentrekking van "Thecospondylus" en "Coelurus".
Het holotype, BMNH R181, is gevonden in een laag van de Wessexformatie, die dateert uit het Barremien. Het bestaat uit het voorste deel van een halswervel. Seeley sprak in 1888 de hoop uit dat nog meer delen gevonden zouden worden maar tot nu toe is dit het enige restant dat van de soort bekend is.
In 1998 stelde William Blows dat het specimen toch aan Thecospondylus toebehoorde maar die opvatting heeft geen navolging gevonden; daar Thecospondylus slechts van een sacrum bekend is, kan een identiteit niet bewezen worden.

## Beschrijving
Het bewaardgebleven voorste gedeelte van de halswervel beslaat naar inschatting van Seeley een derde van de lengte en is drie centimeter lang wat hem op een schatting van negen centimeter voor de totale lengte bracht. Andere onderzoekers hebben dat wat lager bepaald, op zeven centimeter lang. Het eerste wijst op een lichaamslengte van ongeveer zes meter, het tweede van een kleine vijf meter. De wervel is langwerpig en zijdelings afgeplat met een rechte onderkant. Het voorste vlak van het wervellichaam is plat en rechthoekig. De zijden daarvan vervloeien in de zijkanten van de wervel; de onderzijde loopt parallel aan de onderkant van de opening van het wervelkanaal. De buitenlaag van het bot is dun maar vrij dicht; de binnenkant is gevuld met luchtholten waartoe de luchtzakken toegang hadden via ronde pneumatische foramina. Het doornuitsteeksel is lichtgebouwd. De nekribben zijn vergroeid met het wervellichaam en de wervelboog.

## Fylogenie
Von Huene beschouwde Thecocoelurus als een lid van de Coeluridae, een groep waar hij alle kleine laaggebouwde theropoden in onderbracht. Aangezien Thecocoelurus nog niet zo klein was en de bouw van de wervel afweek, speelde hij in 1926 met de gedachte of het geen lid van de Ornithomimidae was. In 2001 echter stelde Darren Naish dat het gezien de ronde openingen en de elegante bouw weleens een lid van de Oviraptorosauria geweest kon zijn. Naish was indertijd bezig om fragmentarische vondsten te onderzoeken op kenmerken die overeenkwamen met die van deelgroepen waarvan in het kader van kladistische analyses de eigenschappen in groot detail vastgelegd waren. Dit droeg het gevaar in zich dat zo'n overeenkomst gezien de beperkte omvang van het materiaal een pure toevalligheid was. Er is verder geen enkel bot van een oviraptorosauriër uit Engeland bekend en het gebied lag in het Krijt ook tamelijk geïsoleerd van Azië of Noord-Amerika waar ze met zekerheid wel voorkwamen. Naish stelde ook dat het een nomen dubium was. In 2004 meende James Kirkland dat het juist een lid van de Therizinosauria was. Ook therizinosauriërs zijn overigens niet uit Engeland bekend. Naish bestreed Kirklands interpretatie. In 2011 stelde Naish dat het bij nader inzien vermoedelijk een lid van de Abelisauroidea was, een in Europa voorkomende groep die soortgelijke wervels heeft.